# Isotopes du cobalt
Le cobalt (Co, numéro atomique 27) possède 29 isotopes connus de nombre de masse variant de 47 à 75, et onze isomères nucléaires. Un seul de ces isotopes, 59Co, est stable et représente la totalité du cobalt naturel, faisant du cobalt un élément monoisotopique et mononucléidique. On lui attribue une masse atomique standard de 58,933195(5) u.
Sur les 28 radioisotopes artificiels caractérisés, les plus stables sont 60Co avec une demi-vie 5,2714 ans, suivi de 57Co avec une demi-vie de 271,79 jours, de 56Co (77,27 jours) et 58Co (70,86 jours). Tous les autres isotopes ont une demi-vie inférieure à 18 heures et la majorité d'entre eux inférieure à une seconde. Le cobalt possède également 11 isomères nucléaires, tous ayant une demi-vie inférieure à 15 minutes.
Les isotopes plus légers que 59Co se désintègrent principalement par émission de positron (β+), sauf 48Co et 49Co qui se désintègrent principalement par émission de proton, et 57Co par capture électronique. Tous se désintègrent principalement en isotopes du fer. Les isotopes plus lourds se désintègrent eux principalement par désintégration β− en isotopes du nickel.

## Isotopes notables

### Cobalt 59
Le cobalt 59 (59Co) possède un noyau composé de 27 protons et de 32 neutrons. C'est le seul isotope stable du cobalt, et le seul isotope présent dans la nature.

### Cobalt 60
Le cobalt 60 (60Co) possède un noyau composé de 27 protons et de 33 neutrons. Cet isotope radioactif a la demi-vie la plus longue de tous les radioisotopes du cobalt, de 5,2714 ans.

## Table des isotopes
| Symbole de l'isotope | Z (p)                | N (n)                | masse isotopique     | Demi-vie         | Mode(s) de désintégration, | Isotope(s)-fils | Spin nucléaire |
| Symbole de l'isotope | Énergie d'excitation | Énergie d'excitation | Énergie d'excitation | Demi-vie         | Mode(s) de désintégration, | Isotope(s)-fils | Spin nucléaire |
| -------------------- | -------------------- | -------------------- | -------------------- | ---------------- | -------------------------- | --------------- | -------------- |
| 47Co                 | 27                   | 20                   | 47,01149(54)#        |                  |                            |                 | 7/2-#          |
| 48Co                 | 27                   | 21                   | 48,00176(43)#        |                  | p                          | 47Fe            | 6+#            |
| 49Co                 | 27                   | 22                   | 48,98972(28)#        | <35 ns           | p ( > 99,9 %)              | 48Fe            | 7/2-#          |
| 49Co                 | 27                   | 22                   | 48,98972(28)#        | <35 ns           | β+ ( < 0,1 %)              | 49Fe            | 7/2-#          |
| 50Co                 | 27                   | 23                   | 49,98154(18)#        | 44(4) ms         | β+, p (54 %)               | 49Mn            | (6+)           |
| 50Co                 | 27                   | 23                   | 49,98154(18)#        | 44(4) ms         | β+ (46 %)                  | 50Fe            | (6+)           |
| 51Co                 | 27                   | 24                   | 50,97072(16)#        | 60# ms [>200 ns] | β+                         | 51Fe            | 7/2-#          |
| 52Co                 | 27                   | 25                   | 51,96359(7)#         | 115(23) ms       | β+                         | 52Fe            | (6+)           |
| 52mCo                | 380(100)# keV        | 380(100)# keV        | 380(100)# keV        | 104(11)# ms      | β+                         | 52Fe            | 2+#            |
| 52mCo                | 380(100)# keV        | 380(100)# keV        | 380(100)# keV        | 104(11)# ms      | TI                         | 52Co            | 2+#            |
| 53Co                 | 27                   | 26                   | 52,954219(19)        | 242(8) ms        | β+                         | 53Fe            | 7/2-#          |
| 53mCo                | 3197(29) keV         | 3197(29) keV         | 3197(29) keV         | 247(12) ms       | β+ (98,5 %)                | 53Fe            | (19/2-)        |
| 53mCo                | 3197(29) keV         | 3197(29) keV         | 3197(29) keV         | 247(12) ms       | p (1,5 %)                  | 52Fe            | (19/2-)        |
| 54Co                 | 27                   | 27                   | 53,9484596(8)        | 193,28(7) ms     | β+                         | 54Fe            | 0+             |
| 54mCo                | 197,4(5) keV         | 197,4(5) keV         | 197,4(5) keV         | 1,48(2) min      | β+                         | 54Fe            | (7)+           |
| 55Co                 | 27                   | 28                   | 54,9419990(8)        | 17,53(3) h       | β+                         | 55Fe            | 7/2-           |
| 56Co                 | 27                   | 29                   | 55,9398393(23)       | 77,233(27) j     | β+                         | 56Fe            | 4+             |
| 57Co                 | 27                   | 30                   | 56,9362914(8)        | 271,74(6) j      | CE                         | 57Fe            | 7/2-           |
| 58Co                 | 27                   | 31                   | 57,9357528(13)       | 70,86(6) j       | β+                         | 58Fe            | 2+             |
| 58m1Co               | 24,95(6) keV         | 24,95(6) keV         | 24,95(6) keV         | 9,04(11) h       | TI                         | 58Co            | 5+             |
| 58m2Co               | 53,15(7) keV         | 53,15(7) keV         | 53,15(7) keV         | 10,4(3) µs       |                            |                 | 4+             |
| 59Co                 | 27                   | 32                   | 58,9331950(7)        | Stable           | Stable                     | Stable          | 7/2-           |
| 60Co                 | 27                   | 33                   | 59,9338171(7)        | 5,2713(8) a      | β−                         | 60Ni            | 5+             |
| 60mCo                | 58,59(1) keV         | 58,59(1) keV         | 58,59(1) keV         | 10,467(6) min    | TI (99,76 %)               | 60Co            | 2+             |
| 60mCo                | 58,59(1) keV         | 58,59(1) keV         | 58,59(1) keV         | 10,467(6) min    | β− (0,24 %)                | 60Ni            | 2+             |
| 61Co                 | 27                   | 34                   | 60,9324758(10)       | 1,650(5) h       | β−                         | 61Ni            | 7/2-           |
| 62Co                 | 27                   | 35                   | 61,934051(21)        | 1,50(4) min      | β−                         | 62Ni            | 2+             |
| 62mCo                | 22(5) keV            | 22(5) keV            | 22(5) keV            | 13,91(5) min     | β− (99 %)                  | 62Ni            | 5+             |
| 62mCo                | 22(5) keV            | 22(5) keV            | 22(5) keV            | 13,91(5) min     | TI (1 %)                   | 62Co            | 5+             |
| 63Co                 | 27                   | 36                   | 62,933612(21)        | 26,9(4) s        | β−                         | 63Ni            | 7/2-           |
| 64Co                 | 27                   | 37                   | 63,935810(21)        | 0,30(3) s        | β−                         | 64Ni            | 1+             |
| 65Co                 | 27                   | 38                   | 64,936478(14)        | 1,20(6) s        | β−                         | 65Ni            | (7/2)-         |
| 66Co                 | 27                   | 39                   | 65,93976(27)         | 0,18(1) s        | β−                         | 66Ni            | (3+)           |
| 66m1Co               | 175(3) keV           | 175(3) keV           | 175(3) keV           | 1,21(1) µs       |                            |                 | (5+)           |
| 66m2Co               | 642(5) keV           | 642(5) keV           | 642(5) keV           | >100 µs          |                            |                 | (8-)           |
| 67Co                 | 27                   | 40                   | 66,94089(34)         | 0,425(20) s      | β−                         | 67Ni            | (7/2-)#        |
| 68Co                 | 27                   | 41                   | 67,94487(34)         | 0,199(21) s      | β−                         | 68Ni            | (7-)           |
| 68mCo                | 150(150)# keV        | 150(150)# keV        | 150(150)# keV        | 1,6(3) s         |                            |                 | (3+)           |
| 69Co                 | 27                   | 42                   | 68,94632(36)         | 227(13) ms       | β− (>99,9 %)               | 69Ni            | 7/2-#          |
| 69Co                 | 27                   | 42                   | 68,94632(36)         | 227(13) ms       | β−, n ( < 0,1 %)           | 68Ni            | 7/2-#          |
| 70Co                 | 27                   | 43                   | 69,9510(9)           | 119(6) ms        | β− (>99,9 %)               | 70Ni            | (6-)           |
| 70Co                 | 27                   | 43                   | 69,9510(9)           | 119(6) ms        | β−, n ( < 0,1 %)           | 69Ni            | (6-)           |
| 70mCo                | 200(200)# keV        | 200(200)# keV        | 200(200)# keV        | 500(180) ms      |                            |                 | (3+)           |
| 71Co                 | 27                   | 44                   | 70,9529(9)           | 97(2) ms         | β− (>99,9 %)               | 71Ni            | 7/2-#          |
| 71Co                 | 27                   | 44                   | 70,9529(9)           | 97(2) ms         | β−, n (< 0,1 %)            | 70Ni            | 7/2-#          |
| 72Co                 | 27                   | 45                   | 71,95781(64)#        | 62(3) ms         | β− (>99,9 %)               | 72Ni            | (6-,7-)        |
| 72Co                 | 27                   | 45                   | 71,95781(64)#        | 62(3) ms         | β−, n ( < 0,1 %)           | 71Ni            | (6-,7-)        |
| 73Co                 | 27                   | 46                   | 72,96024(75)#        | 41(4) ms         |                            |                 | 7/2-#          |
| 74Co                 | 27                   | 47                   | 73,96538(86)#        | 50# ms [>300 ns] |                            |                 | 0+             |
| 75Co                 | 27                   | 48                   | 74,96833(86)#        | 40# ms [>300 ns] |                            |                 | 7/2-#          |

1. ↑  Abréviations :
CE : capture électronique ; 
TI : transition isomérique.
2. ↑  Isotopes stables en gras.

### Remarques
- Les valeurs marquées # ne sont pas purement dérivées des données expérimentales, mais aussi au moins en partie à partir des tendances systématiques. Les spins avec des arguments d'affectation faibles sont entre parenthèses.
- Les incertitudes sont données de façon concise entre parenthèses après la décimale correspondante. Les valeurs d'incertitude dénotent un écart-type, à l'exception de la composition isotopique et de la masse atomique standard de l'IUPAC qui utilisent incertitudes élargies.
- La masse des isotopes est donnée par la Commission sur les symboles, les unités, la nomenclature, les masses atomiques et les constantes fondamentales (SUNAMCO) de l'IUPAC
- Les abondances isotopiques sont donnés par la Commission des Abondances isotopiques et des Poids atomiques de l'IUPAC.